# Kielmeyera pulcherrima
Kielmeyera pulcherrima är en tvåhjärtbladig växtart som beskrevs av L. B.Smith. Kielmeyera pulcherrima ingår i släktet Kielmeyera och familjen Calophyllaceae. Inga underarter finns listade i Catalogue of Life.